# Ingeburge di Danimarca
Ingeburge di Danimarca, o Ingeborg o Isambour (1176 circa – Corbeil-Essonnes, 29 luglio 1236), fu figlia del re di Danimarca Valdemaro I il Grande e moglie del re di Francia Filippo II Augusto.

## Biografia
Rimasto vedovo di Isabella di Hainaut (1190), Filippo Augusto, desideroso di allearsi con Canuto di Danimarca in funzione anti inglese, sposò (14 agosto 1193) la principessa Ingeburge, sua sorella, figlia di Valdemaro il Grande e di Sofia di Novgorod.
Già l'indomani delle nozze fu ricusata dal re e confinata in un monastero di Soissons; nonostante le proteste di papa Celestino III, un sinodo celebrato a Compiègne decretò la nullità del matrimonio (5 novembre 1193) permettendo a Filippo II di risposarsi con Agnese di Merania (1196).
Ingeburge continuò ad essere relegata prima nell'abbazia di Saint-Maur-des-Fossés e poi nella fortezza di Étampes.
L'intervento del nuovo pontefice Innocenzo III, che il 7 dicembre del 1200 scomunicò Filippo per bigamia e lanciò l'interdetto contro il suo regno, costrinse il sovrano a reintegrare Ingeburge nella sua posizione di regina (1213), che fu comunque tenuta lontano dalla vita di corte e costretta a risiedere ad Orléans.
Rimasta vedova nel 1223, si ritirò nell'abbazia di Saint-Jean-sur l'Isle a Corbeil.

## Ascendenza
|                             |                |                         | Genitori                   |  |  | Nonni |  |  | Bisnonni            |  |  | Trisnonni             |  |
|                             |                |                         |                            |  |  |       |  |  | Eric I di Danimarca |  |  | Sweyn II di Danimarca |  |
|                             |                |                         |                            |  |  |       |  |  | Eric I di Danimarca |  |  | Sweyn II di Danimarca |  |
|                             |                | Gunhild Svensdatter     |                            |  |  |       |  |  | Eric I di Danimarca |  |  |                       |  |
| Canuto Lavard               |                |                         |                            |  |  |       |  |  | Eric I di Danimarca |  |  |                       |  |
|                             |                | Bodil Thurgotsdatter    | …                          |  |  |       |  |  |                     |  |  |                       |  |
|                             |                | Bodil Thurgotsdatter    | …                          |  |  |       |  |  |                     |  |  |                       |  |
|                             |                | Bodil Thurgotsdatter    | …                          |  |  |       |  |  |                     |  |  |                       |  |
| Valdemaro I di Danimarca    |                | Bodil Thurgotsdatter    |                            |  |  |       |  |  |                     |  |  |                       |  |
|                             |                | Mstislav I di Kiev      | Vladimir II di Kiev        |  |  |       |  |  |                     |  |  |                       |  |
|                             |                | Mstislav I di Kiev      | Vladimir II di Kiev        |  |  |       |  |  |                     |  |  |                       |  |
|                             |                | Mstislav I di Kiev      | Gytha del Wessex           |  |  |       |  |  |                     |  |  |                       |  |
| Ingeborg Mstislavna di Kiev |                | Mstislav I di Kiev      |                            |  |  |       |  |  |                     |  |  |                       |  |
|                             |                | Cristina Ingesdotter    | Ingold I di Svezia         |  |  |       |  |  |                     |  |  |                       |  |
|                             |                | Cristina Ingesdotter    | Ingold I di Svezia         |  |  |       |  |  |                     |  |  |                       |  |
|                             |                | Cristina Ingesdotter    | Helena                     |  |  |       |  |  |                     |  |  |                       |  |
| Ingeburge di Danimarca      |                | Cristina Ingesdotter    |                            |  |  |       |  |  |                     |  |  |                       |  |
|                             | Gleb Vseslavič | …                       |                            |  |  |       |  |  |                     |  |  |                       |  |
|                             | Gleb Vseslavič | …                       |                            |  |  |       |  |  |                     |  |  |                       |  |
|                             | Gleb Vseslavič | …                       |                            |  |  |       |  |  |                     |  |  |                       |  |
| Volodar Glebovič            | Gleb Vseslavič |                         |                            |  |  |       |  |  |                     |  |  |                       |  |
|                             |                | Anastasija Jaropolkovna | …                          |  |  |       |  |  |                     |  |  |                       |  |
|                             |                | Anastasija Jaropolkovna | …                          |  |  |       |  |  |                     |  |  |                       |  |
|                             |                | Anastasija Jaropolkovna | …                          |  |  |       |  |  |                     |  |  |                       |  |
| Sofia di Minsk              |                | Anastasija Jaropolkovna |                            |  |  |       |  |  |                     |  |  |                       |  |
|                             |                | Boleslao III di Polonia | Ladislao Herman di Polonia |  |  |       |  |  |                     |  |  |                       |  |
|                             |                | Boleslao III di Polonia | Ladislao Herman di Polonia |  |  |       |  |  |                     |  |  |                       |  |
|                             |                | Boleslao III di Polonia | Giuditta di Boemia         |  |  |       |  |  |                     |  |  |                       |  |
| Rikissa di Polonia          |                | Boleslao III di Polonia |                            |  |  |       |  |  |                     |  |  |                       |  |
|                             |                | Salomea di Berg         | Enrico I di Berg           |  |  |       |  |  |                     |  |  |                       |  |
|                             |                | Salomea di Berg         | Enrico I di Berg           |  |  |       |  |  |                     |  |  |                       |  |
|                             |                | Salomea di Berg         | Adelaide di Mochental      |  |  |       |  |  |                     |  |  |                       |  |
|                             |                | Salomea di Berg         |                            |  |  |       |  |  |                     |  |  |                       |  |